# Relais 4 × 400 mètres féminin aux Jeux olympiques d'été de 2016
 (août 2025).
Si vous disposez d'ouvrages ou d'articles de référence ou si vous connaissez des sites web de qualité traitant du thème abordé ici, merci de compléter l'article en donnant les références utiles à sa vérifiabilité et en les liant à la section « Notes et références ».
Pour un article plus général, voir Athlétisme aux Jeux olympiques d'été de 2016.
Navigation
Londres 2012 Tokyo 2020
L'épreuve du relais 4 × 400 mètres féminin aux Jeux olympiques de 2016 se déroule les 19 et 20 août 2016 au Stade olympique de Rio de Janeiro, au Brésil.

## Résultats
Les États-Unis remportent l'or, la Jamaïque l'argent et la Grande-Bretagne le bronze.

### Finale
| Rang               | Couloir | Pays            | Athlètes                                                                                      | Temps   | Notes |
| ------------------ | ------- | --------------- | --------------------------------------------------------------------------------------------- | ------- | ----- |
| Médaille d'or      | 6       | États-Unis      | Courtney Okolo, Natasha Hastings, Phyllis Francis, Allyson Felix                              | 3:19.06 | SB    |
| Médaille d'argent  | 5       | Jamaïque        | Stephenie Ann McPherson, Anneisha McLaughlin-Whilby, Shericka Jackson, Novlene Williams-Mills | 3:20.34 | SB    |
| Médaille de bronze | 3       | Grande-Bretagne | Eilidh Doyle, Anyika Onuora, Emily Diamond, Christine Ohuruogu                                | 3:25.88 |       |
| 4                  | 7       | Canada          | Carline Muir, Alicia Brown, Noelle Montcalm, Sage Watson                                      | 3:26.43 |       |
| 5                  | 1       | Italie          | Maria Benedicta Chigbolu, Maria Enrica Spacca, Ayomide Folorunso, Libania Grenot              | 3:27.05 |       |
| 6                  | 8       | Pologne         | Małgorzata Hołub, Patrycja Wyciszkiewicz, Iga Baumgart, Justyna Święty                        | 3:27.28 |       |
| 7                  | 2       | Australie       | Jessica Thornton, Anneliese Rubie, Caitlin Sargent, Morgan Mitchell                           | 3:27.45 |       |
| —                  | 4       | Ukraine         | Alina Lohvynenko, Olha Bibik, Tetyana Melnyk, Olha Zemlyak                                    | DQ      |       |

### Série
- Les 3 premières de chaque série (Q) et les 2 meilleurs temps (q) se qualifient pour la finale.

#### Série 1
| Rang | Couloir | Pays       | Athlètes                                                                  | Temps   | Notes |
| ---- | ------- | ---------- | ------------------------------------------------------------------------- | ------- | ----- |
| 1    | 4       | États-Unis | Courtney Okolo, Taylor Ellis-Watson, Francena McCorory, Phyllis Francis   | 3:21.42 | Q, SB |
| 2    | 2       | Pologne    | Małgorzata Hołub, Patrycja Wyciszkiewicz, Iga Baumgart, Justyna Święty    | 3:25.34 | Q, SB |
| 3    | 1       | Australie  | Jessica Thornton, Anneliese Rubie, Caitlin Sargent-Jones, Morgan Mitchell | 3:25.71 | Q, SB |
| 4    | 3       | France     | Phara Anacharsis, Brigitte Ntiamoah, Marie Gayot, Floria Gueï             | 3:26.18 |       |
| 5    | 6       | Pays-Bas   | Madiea Ghafoor, Lisanne de Witte, Nicky van Leuveren, Laura de Witte      | 3:26.98 | NR    |
| 6    | 5       | Roumanie   | Adelina Pastor, Anamaria Ioniță, Andrea Miklós, Bianca Răzor              | 3:29.87 |       |
| 7    | 7       | Brésil     | Joelma Sousa, Geisa Coutinho, Leticia de Souza, Jailma de Lima            | 3:30.27 | SB    |
| -    | 8       | Ukraine    | Alina Lohvynenko, Olha Bibik, Tetiana Melnyk, Olha Zemlyak                | DQ      |       |

#### Série 2
| Rang | Couloir | Pays            | Athlètes                                                                           | Temps   | Notes |
| ---- | ------- | --------------- | ---------------------------------------------------------------------------------- | ------- | ----- |
| 1    | 4       | Jamaïque        | Christine Day, Anneisha McLaughlin-Whilby, Chrisann Gordon, Novlene Williams-Mills | 3:22.38 | Q, SB |
| 2    | 2       | Grande-Bretagne | Emily Diamond, Anyika Onuora, Kelly Massey, Christine Ohuruogu                     | 3:24.81 | Q, SB |
| 3    | 8       | Canada          | Carline Muir, Alicia Brown, Noelle Montcalm, Sage Watson                           | 3:24.94 | Q, SB |
| 4    | 3       | Italie          | Maria Benedicta Chigbolu, Maria Enrica Spacca, Ayomide Folorunso, Libania Grenot   | 3:25.16 | q, NR |
| 5    | 5       | Allemagne       | Laura Müller, Friederike Möhlenkamp, Lara Hoffmann, Ruth Spelmeyer                 | 3:26.02 | SB    |
| 6    | 6       | Bahamas         | Lanece Clarke, Anthonique Strachan, Carmiesha Cox, Christine Amertil               | 3:26.36 | NR    |
| 7    | 1       | Inde            | Nirmala Sheoran, Tintu Lukka, Poovamma Raju Machettira, Anilda Thomas              | 3:29.53 |       |
| 8    | 7       | Cuba            | Lisneidy Veitia, Gilda Casanova, Roxana Gómez, Daisurami Bonne                     | 3:30.11 | SB    |

## Légende
Records et Performances
- AR : Record continental (area record)
- CR : Record des championnats (championship record)
- MR : Record du meeting (meet record)
- NR : Record national (national record)
- OR : Record olympique (olympic record)
- PR : Record paralympique (paralympic record)
- PB : Record personnel (personal best)
- SB : Meilleure performance personnelle de la saison (season's best)
- WL : Meilleure performance mondiale de l'année (world leader)
- WJR : Record du monde junior (world junior record)
- WR : Record du monde (world record)

Circonstances et Conditions
- DNF : N'a pas terminé (did not finish)
- DNS : N'a pas pris le départ (did not start)
- DQ : Disqualification (disqualification)
- NM : Aucun essai valable enregistré (No Mark)
- Q : Qualifié « directement » au prochain tour (ou à la prochaine compétition), lors d'une compétition majeure, grâce au classement ou à la réalisation des minima (automatic qualifier)
- q : Qualifié au prochain tour (ou à la prochaine compétition), lors d'une compétition majeure, grâce au repêchage ou à la réalisation de l'une des meilleures performances parmi celles des « non qualifiés directement » (grâce au meilleur temps ou à la meilleure distance par exemple) (secondary qualifier)